# 1918 في الأرجنتين
فيما يلي قوائم الأحداث التي وقعت خلال عام 1918 في الأرجنتين.

## سياسة

### انتهاء فترة المنصب
- 16 ديسمبر – أنخيل دولورس روجاس عضو مجلس الشيوخ الأرجنتيني ‏.

## رياضة
- 1 يناير – دوري الدرجة الأولى الأرجنتيني 1918 الفائز نادي راسينغ.

## مواليد

### يناير
- 14 يناير – غييرمو لوفيل ملاكم أرجنتيني.
- 15 يناير – فيسنتي دي لا ماتا ماتا مدرب، ولاعب كرة قدم أرجنتيني.[1]
- 29 يناير – ماري تيران دي ويس لاعبة كرة مضرب أرجنتينية.

### فبراير
- 11 فبراير – خوان باركر مجدف أرجنتيني.[2]
- 18 فبراير – ماريانو مارتينيز[3]

### أغسطس
- 28 أغسطس – روزا روزين ممثلة أرجنتينية.

### سبتمبر
- 12 سبتمبر – هيلاريو فرنانديز لونغ مهندس أرجنتيني.
- 13 سبتمبر – ديك هايميس[4]
- 28 سبتمبر – أنخيل لابرونا لاعب كرة قدم أرجنتيني.[5]

### نوفمبر
- 15 نوفمبر – أدولفو بيديرنيرا مدرب، ولاعب كرة قدم أرجنتيني.[6]

## وفيات

### ديسمبر
- 16 ديسمبر – أنخيل دولورس روجاس (مواليد 1851) سياسي أرجنتيني.